# Reîntoarcerea pe pământ
Reîntoarcerea pe pământ (în poloneză Powrót na ziemię) este un film psihologic polonez din 1967, regizat de Stanisław Jędryka⁠(d), care prezintă povestea a doi foști iubiți, ale căror sentimente profunde au fost ruinate de experiența dureroasă a războiului.

## Rezumat
În timpul ocupației, Stefan și iubita lui, Wanda-Irena, au evadat dintr-un transport nazist care se îndrepta către un lagăr de concentrare. Urmăriți de germani și epuizați de efort, au decis să se sinucidă, aruncându-se într-un râu: Wanda a sărit prima, dar Stefan a ezitat în momentul decisiv, lipsindu-i curajul.
Această experiență dureroasă din trecut continuă să-l chinuie pe Stefan la douăzeci de ani de la încheierea războiului. Bărbatul simte remușcări și vinovăție pentru moartea iubitei sale și nu se poate adapta realității postbelice. Într-o zi o întâlnește pe neașteptate pe stradă pe Wanda, care fusese scăpată de la înec de niște localnici. Cei doi își reiau relația și încearcă să înceapă o viață împreună, dar Wanda este incapabilă să-l ierte pe Stefan. În cele din urmă, ei se despart.

## Distribuție
- Ewa Krzyżewska — Wanda-Irena
- Stanisław Mikulski⁠(d) — Stefan
- Barbara Bargiełowska⁠(d) — menajera lui Stefan
- Maria Omielska — asistenta medicală
- Irena Szczurowska⁠(d) — Renata, prietena lui Edek
- Aleksander Fogiel⁠(d) — recepționerul de la hotel
- Janusz Kłosiński⁠(d) — lucrătorul feroviar Zawiślak
- Leon Niemczyk — medicul
- Witold Pyrkosz⁠(d) — Edek, colegul lui Stefan
- Tadeusz Schmidt⁠(d) — bărbatul care vorbește cu informatorul
- Feliks Żukowski⁠(d) — bărbatul din restaurantul gării care crede că o cunoaște pe Wanda din vremurile de dinainte de război
- Janusz Gajos — soldatul care escortează un vorbitor rănit (nemenționat)
- Andrzej Herder⁠(d) — o cunoștință a Wandei-Irena (nemenționat)
- Eugeniusz Korczarowski — o cunoștință a Wandei-Irena (nemenționat)
- Władysław Kowalski⁠(d) — vorbitorul la miting care a fost rănit (nemenționat)
- Józef Łodyński⁠(d) — informatorul (nemenționat)
- Bohdana Majda⁠(d) — femeia din tramvai (nemenționată)
- Ewa Żukowska⁠(d) — fata care a fost scoasă din apă (nemenționată)

## Producție
Filmările s-a desfălurat în anul 1966 în orașele Wrocław (Gara principală) și Łódź (ul. Tramwajowa, ul. Roosevelta, portalul de pe strada Legionów⁠(d) de astăzi către Plac Wolności⁠(d), ul. Lipowa⁠(d) 1, antrepozitele feroviare de la intersecția străzilor Tuwima⁠(d), Targowa și Wodna).